# Euagra seraphica
Euagra seraphica là một loài bướm đêm thuộc phân họ Arctiinae, họ Erebidae.